# Ferruccio Casapinta
Ferruccio Casapinta (* 2. Januar 1928 in Rom) ist ein italienischer Regisseur.
Casapinta drehte einige Dokumentarfilme und, 1969, nach eigenem Buch den Giallo La bambola di Satana. Danach wandte er sich vom Filmemachen ab.

## Filmografie
- 1969: La bambola di Satana